# 三家村站
三家村站是位于云南省呈贡县三家村的一个铁路车站，邮政编码650502。车站建于1910年，有昆河铁路经过该站，有昆河铁路经过该站，1998年废弃。车站及其上下行区间均未电气化。车站距离昆明北站30公里，隶属昆明铁路局，是四等站。